# Споменик жртвама у Другом светском рату
Споменик жртвама у Другом светском рату се налази у Шапцу, на централном Тргу шабачких жртава. Подигнут је 2015. године, по идејном решењу Бојана Алимпића.
Трг шабачких жртава се налази у градском насељу Бенска Бара, која је била место великих страдања грађана Шапца у Другом светском рату, које су спровеле окупационе власти. Не зна се тачан број жртава на територији Шапца, али се на основу бројних сведочења преживелих и предавања историчара и уметника у оквиру грађанске радионице „Култура сећања”, као иницијатора подизања споменика, сматра да је у оба рата стрељано више стотина Шапчана.
Трг као место окупљања грађана је осмишљен и урађен почетком 80-тих година прошлог века, да би после неколико адаптација, на том простору изграђен нови градски трг обојен спектром црвене боје на којем је постављен споменик жртвама, водоскок и играоница за најмлађе суграђане.
Споменик представља призму херојства, а утиснуте цеви и отвори уз игру светлости симболизују стрељачки вод. То је један физички феномен проласка светлости кроз решетку, тј. кроз заточеништво и чување слободе. То је основна симболика свега овога. Број отвора произашао је из једначине злочина над становништвом - сто Срба за једног убијеног окупатора.— Бојан Алимпић, аутор